# Kvaggamussla
Quaggamussla (vetenskapligt namn: Dreissena bugensis) är en musselart som beskrevs av Andrusov 1897. Dreissena bugensis ingår i släktet Dreissena och familjen Dreissenidae. IUCN kategoriserar arten globalt som livskraftig. Arten har ej påträffats i Sverige. Inga underarter finns listade i Catalogue of Life.

## Bildgalleri

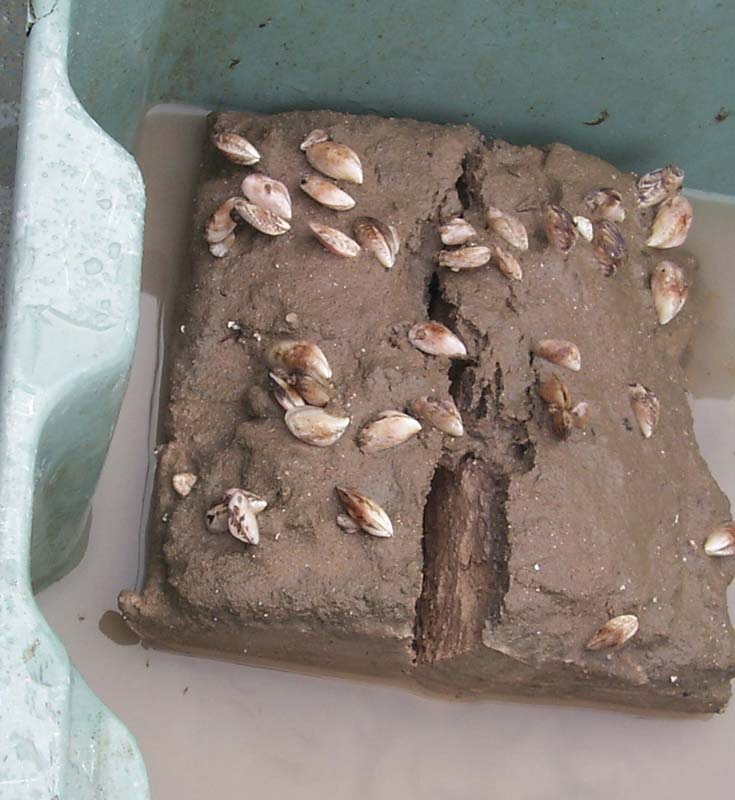
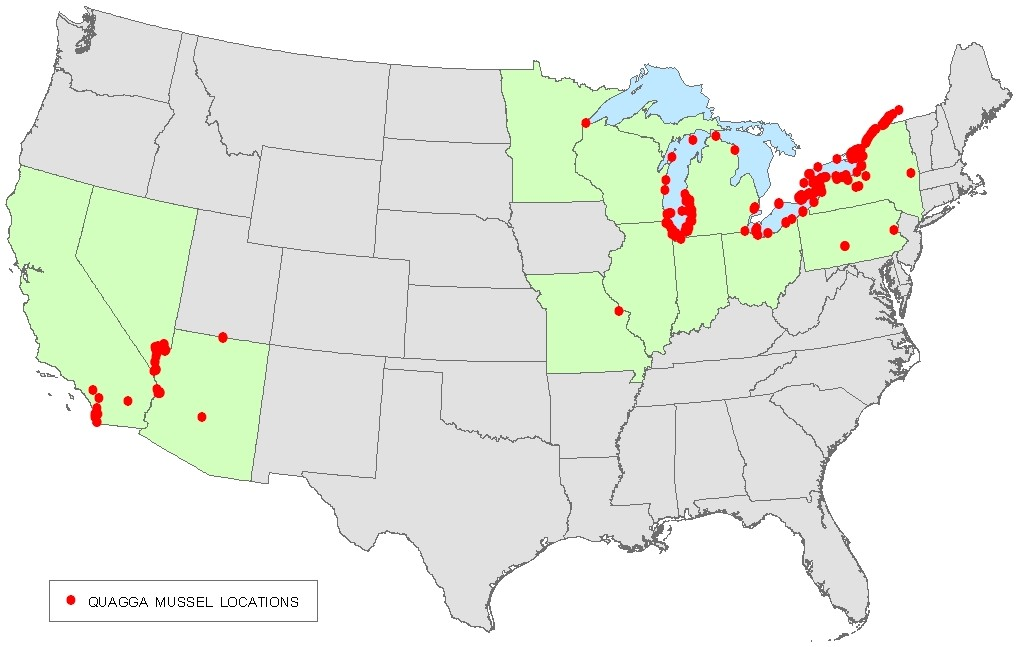